# のんのんびより
『のんのんびより』（Non Non Biyori）は、あっとによる日本の漫画作品。KADOKAWAの『月刊コミックアライブ』にて2009年11月号（9月26日発売）から2021年4月号（2月26日発売）まで連載された。とある田舎の学校「旭丘（あさひがおか）分校」に通う生徒たちの日常を描いたコメディ漫画。作者の読み切り作品である『とことこ』を前身に再編成して作られている。また、作者の過去作品の登場人物が登場することがある。基本的には1話完結。2018年11月時点で累計発行部数は175万部を突破している。本編完結後は、番外編『のんのんびより りめんばー』が同誌の2021年7月号より2022年3月号まで短期連載。メディアミックスとして、テレビアニメが3期、劇場版アニメが1作制作された。

## あらすじ
両親の仕事の都合で東京から引っ越してきた一条蛍は、小中併設校の「旭丘分校」に転入することになる。しかし、そこは自分を含めて全校生徒がわずか5人の学校だった。道路には「牛横断注意」の標識があり、バスは5時間に1本しか来ないほどの田舎での、一条蛍、宮内れんげ、越谷夏海、越谷小鞠、越谷卓ら分校生徒の、日々の光景を描く。
基本的に『サザエさん』や『ドラえもん』などのように季節が変わっても時空が進まない世界観であったが、最終話では卓の卒業式が描かれ、しおりに妹が産まれ、しおりが小学1年生になるなど、時が動き始めるところで物語を畳んだ。

## 登場人物
声の項はアニメ版の声優。

### メインキャラクター
宮内れんげ（みやうち れんげ）
声 - 小岩井ことり
小学1年生。12月3日生まれ。身長116cm。血液型はB型。やや青みがかった銀色の長い髪を黄色いリボンで結び、ツインテールにしている。
語尾に「のん」「なん」「ん」をつけるのが口癖。子供らしい素直な性格だが「こんにちは」などの代わりに「にゃんぱすー」と挨拶する、トビウオやナメクジなどマイナーな動物の物真似を好みそれを「遊び」と称するなど、非常に風変わりな言動が多い。その一方、成績は優秀でオール5の成績をとったり、テストでは常に100点を取っているなど天才的な面が見受けられる。小鞠の絵を描いた際は賞を貰えるほど上手だと褒められ、実際に子供イラストコンクールで金賞に輝いている。
目元は基本的に眠たげな半開きで、口元は一文字に結んでいるかぽかんと空いた状態である。小学生としては喜怒哀楽に乏しい印象を受け、笑った表情は一度も見せたことが無い。しかし内面的にはむしろ好奇心が旺盛で、少々お転婆な一面もある。
楓に対しては実の姉以上に懐いており、本当の姉妹のように仲が良い。また、どこかに出掛ける際は姉の一穂やひかげよりも楓と一緒にいることが多い。
学校では夏海と仲が良く、休日も2人で遊んだりすることが多い。
蛍に対しては転校して間もない彼女と積極的に仲良くなろうとしており、現在では姉のように慕っている。
一人称は「ウチ」。あだ名は「れんちょん」。蛍からは「れんちゃん」、このみからは「れんげちゃん」、楓・小鞠・ひかげからは「れんげ」と呼ばれている。雪子は「れんげちゃん」「れんげ」のどちらでも呼ぶことがある。
生き物に名前を付ける際には独特な名前をつけており、
- 野生のタヌキに「具」
- 川で捕まえたカニに「お塩」
- セミの幼虫に「その日暮らし」
- 学校で飼育しているカブトエビに「ひらたいらさん」
- 夏海が池で捕った鯉に「ヒカリモノ親方」
- 一条家の飼い犬「ペチ」に「ひざかっくん」
- （生き物ではないが）しおりが飼っていると称するボールに「お団子」と名付けている。

一条蛍（いちじょう ほたる）
声 - 村川梨衣
小学5年生。5月28日生まれ。身長164cm。血液型はO型。
両親（父親 - 上田燿司、母親 - 永島由子）の仕事の都合により東京から引っ越してきた。小学生とは思えないほどに発育が良い美少女で、近所のおばさんにお見合い写真を渡されるなど、たびたび大人扱いされている。背が高いことを気にしているようであり、このまま成長が止まっていてほしいと思っている。小鞠と2人で遊ぶために待ち合わせた際に、眼鏡を掛けて大人びた私服を着て行ったところ、小鞠には旅行で村に来た年上の女性と勘違いされ最後まで正体に気付いてもらえなかった。しかし1年前、近くに住む親戚の家に遊びに来たときの容姿は年相応であった。
体型など歳の割にすべての面で幼い小鞠のことが大好きで、小鞠の人形（通称「こまぐるみ」）を大量に作ったり、ネコ耳と尻尾をつけた小鞠（通称「ねこまり」）の鉛筆立てを自作している。さらには、「こまぐるみ」に市販の工作キットの機械を仕込んだ「メカこまぐるみ」も作っているほどの溺愛ぶりである。ただし小鞠本人は蛍からこれほど好かれていることには気づいておらず、蛍を普通の友達と認識している。
れんげに対しては当初は行動が読めないせいか、少し苦手意識を持っていたようだが、次第に仲良くなり、現在では一緒に遊ぶなどしている。
性格は大人しく、やや引っ込み思案。料理、洗濯、裁縫などの家事全般が得意。学業も優秀であり、テストでは高得点を取っている。運動はあまり得意ではないようだが力は非常に強く、「腕相撲で誰にも負けたことがない」と豪語していた夏海を瞬殺するほど。親戚が近くに住んでいるため、引っ越し以前にも村に何度か訪れたことがあるが、方向音痴であるために道に迷うことがある。
普段は容姿に見合った落ち着いた雰囲気をまとっているが、海で小鞠が行方不明になった時や、れんげと共にウサギ小屋に閉じ込められた際には、取り乱して泣き叫んだり 、自宅では甘えん坊になったりするなど子供らしい一面も持つ。また、都会育ちゆえか田舎ならではのものに興味津々であり、かまくら作りやイモリの観察では積極的な一面を見せた。
甘えん坊の一面を外で見せることはないが、ある日電車で街に行った帰りに誰もいないからと、両親に甘えていたところを偶然乗り合わせたこのみに見られ、赤面し取り乱した。
両親のことは「お父さん」「お母さん」と呼んでいるが、家にいる時や取り乱した際は、「パパ」「ママ」と呼んでいる。
一人称は「私」。あだ名は「ほたるん」。小鞠からは「蛍」、雪子・このみ・楓からは「蛍ちゃん」と呼ばれている。自身からは、れんげ以外の生徒を名前に先輩とつけて呼んでいる。ただし小鞠に対しては一度だけ「こまちゃん先輩」とあだ名と組み合わせて呼んだことがある。
ペチ（声 - 平松晶子）という犬を飼っている。犬種は原作ではチワワだったが、そのように見えないためアニメではコーギーとなっている。

越谷夏海（こしがや なつみ）
声 - 佐倉綾音
中学1年生。小鞠の妹。1月24日生まれ。身長155cm。血液型はB型。
明るい性格でムードメーカー。人をからかうことが好きで、特に姉の小鞠を標的とすることが多い。幼少の頃からイタズラばかりしており、自分にカミナリを落とす母の雪子には頭が上がらないが、注意されてもほとんど反省しないため、叱られる頻度は下がる気配がない。また、悪ふざけがすぎて楓から制裁を受けることも多く、トラブルメーカー的な面がある。
勉強は大の苦手だが、幅広い雑学知識を持っており頭の回転は四人の中で一番速い。また、最年長の小鞠は見た目通り幼い面があり、大人のように落ち着いた雰囲気の蛍もいざというときは取り乱してしまうため、このような状況で全員に冷静な指示を出すなど頼りになる一面もある。その反面、沖縄旅行の帰りに名残惜しさから泣いてしまう（劇場版ではあおいとの別れから）等、子どもっぽい一面もある。
名前の「夏海」の由来は、髪型がヤシの木に似ているため、ココナッツのナッツから「なつみ」となった。
一人称は「ウチ」。あだ名は「なっつん」（しかし、そう呼ぶのはれんげのみ）。このみからは「なっちゃん」と呼ばれるが、蛍以外のほとんどの人物からは呼び捨てである。
幼少期はブラコンで、将来は兄ちゃんのお嫁さんになると言っていた。現在は、兄に対して（頼りにすることはあれど）かなり雑な扱いをしているが、作中で卓がコミュニケーションをとる相手は大半が彼女である。作中でほぼ全ての登場人物とコミュニケーションを取っているが、蛍とは交流が少ないため、2人きりになった際には会話が続かず気まずい雰囲気になっていた。劇場版では沖縄で出会ったあおいと仲良くなる。

越谷小鞠（こしがや こまり）
声 - 阿澄佳奈
中学2年生。夏海の姉。9月14日生まれ。身長140cm未満。血液型はAB型。
身長が低いことを気にしている。このみが語ったところによると身長が小5の頃とあまり変わっていない。大人に対する憧れが強く、何かにつけて大人ぶろうとするが、実際には怖がりで子供っぽい面が多い。また、料理は下手で、それにもかかわらず余計なアレンジをしたがる傾向にある。おにぎりを握るくらいしかまともな料理ができない。
学力は平均的であるが、少しでも成績が下がった際は夏海のとばっちりで母に叱られることもある。
ヤマが当たりやすく、テスト前に夏海に出した問題が全て実際のテストで出題された。
皆で海に行った際には迷子と間違われて迷子センターへ連れていかれてしまったり、よく夏海からイタズラされたり、不憫な目に遭うことが多い。しかし責任感は強く、年上として皆の範となるべしという自覚は持っており、しおりの母が産気づいた時に夏海に的確な指示を出すなど、行動力を発揮することもある。なお、迷子癖は幼い頃からであり、小5のときは月1回は迷子になっていたとこのみが語っている。
蛍からは非常に好かれているが、おめかしをした蛍を別人の大人の女性と最後まで勘違いする、自分のぬいぐるみが大量に置かれた蛍の部屋を見ても「蛍はぬいぐるみが好き」としか考えないなど、蛍とのエピソードではやや抜けている性格が目立つ。また自分より年下にもかかわらず性格や雰囲気が大人びている彼女に対し、内心複雑な感情を抱くことがある。
一人称は「私」。あだ名は「こまちゃん」。由来は名前ではなく細い（コマい＝背が低い、小柄である）からである。本人はそう呼ばれることを不本意としており、言われた際には「こまちゃん言うな!」と怒る。れんげに対しても当初は注意していたが、全く改善されなかったうえにこのあだ名が完全に定着してしまっている。なお、蛍はそのことを気遣い、「先輩」と呼んでいる。
クマのぬいぐるみの「小吉さん」を子供の頃から大切にしており、小学生の頃は学校に持ち込むほどであった。その後暫くは自室の部屋のベッドの下で忘れ去られていたが、掃除の際に経年劣化した状態になっている物を偶然見つけ、蛍と一緒に直してまた大切にしている。

### メインキャラクターの家族
越谷卓（こしがや すぐる）
声 - 不明
中学3年生。夏海・小鞠の兄。4月11日生まれ。身長171cm。
黒縁の眼鏡を掛けている。分校で唯一の男子生徒だが、作中にセリフが全く無く存在感がない。一度作中で喋ったことがあったが、自分が弾いていたエレキギターの音やこのみの声にかき消されてしまい、聞こえなかった。夏海たちに無視されたり粗末な扱いを受けたりなど散々な境遇だが、本人は気にしていない模様。ギターの他にピアノも弾くことができ、アニメ第2期第1話の入学式では伴奏を担当した。なお、他にピアノを弾ける生徒がいないらしく、自身の卒業式でも伴奏を担当した。
作中では一貫して名前で呼ばれたことがない。母の雪子や担任教師の一穂でさえ「兄ちゃん」と呼ぶ。アニメでは蛍のナレーションで一度だけ「卓先輩」と読まれ、れんげからは「にぃにぃ」と呼ばれ、このみからは「メガネ君」と呼ばれている。なお、初期設定は「兄ちゃん」で、名前が存在しなかった。
ややオタクの気があるようで、粘土を使った造形では精巧なネコ娘のフィギュアを創り上げた（ただしれんげに見せられないと夏海に一瞬で破壊され落ち込んだ）。魚を瞬時にさばくなど料理の腕前も持っているほか、『けい◯ん』のライブチケットに必ず当選したり福引で沖縄旅行を引き当てたりなど、強運の持ち主でもある。
宮内一穂（みやうち かずほ）
声 - 名塚佳織
旭丘分校の卒業生で教師。24歳。れんげとひかげの姉。紺色の長髪をポニーテールにしている。
通称は「かず姉」だが、れんげには通常「ねえねえ」と、雪子には「かずちゃん」と呼ばれている。自身からは、夏海以外の生徒はあだ名で呼んでいる。
れんげたち全員の授業を担当するが、基本的に問題集を使った自習なので、授業中は教卓で寝ていることが多い。また、寝坊の常習犯のため、妹のれんげから起こされることも多いが、全く起きないために呆れられている。なお、起きていても瞳は描かれず、いつも目を閉じているように描かれている。
たびたび教師や保護者として分校の生徒と行動することも多いが、良くも悪くもマイペースな性格であまり頼りにならないことが多い。それどころか、小鞠が海水浴場で一時行方不明になった際には、同行者で唯一の大人であったにも関わらず「自分は先生としてではなく友達としてついてきただけ」と責任逃れともとれる発言をし、夏海たちを呆れさせた。
実家が山や田んぼを所有しており、遠足と称してれんげや蛍たちに苗植えを手伝わせたこともある。
前述の通り、生徒やこのみといった年下たちにはあまり頼りにされてないが、沖縄旅行の際はカヌーの操作を誤った蛍や小鞠を助けたり、一緒にいた生徒たちを気遣ったりと教師らしいところを見せた。しかし、体力が保たず張り切りすぎてバテてしまった。
宮内ひかげ（みやうち ひかげ）
声 - 福圓美里
旭丘分校の卒業生で、高校1年生。れんげの姉。一穂の妹。通称「ひか姉」。紺色のセミロングヘアで、左側を小さくサイドテールにしている。小学生時代はツインテールであった。
第2巻収録の『のんのんびより番外編』にて初登場。半開きの目や口元など、れんげとよく似ているが、彼女と違って喜怒哀楽が激しい。
東京都内の高校に進学したため、登場は基本的に帰省時のエピソードとなる。都会風を吹かせることが多いが、田舎出身であるためにその話題はあまり大したことのないものが多い。旭丘分校の生徒では夏海と仲が良いが、夏海のせいでトラブルに巻き込まれることも多い。また、このみに弱い一面も多々見られる。一方で、楓に対しては（初対面ではないものの）分校入学初日から比較的強気に接しており、楓がれんげの面倒を見る様になったきっかけはひかげである。妹のれんげに対しては少々見栄っ張りな一面もある。アニメ第2期第1話では上京当日の出来事が描かれた。
元は同作者の別作品『こあくまメレンゲ』の主要登場人物でもあり、同作において苗字が設定されておらず目つきがれんげに似ていることから本作に登場することになった。
越谷雪子（こしがや ゆきこ）
声 - 平松晶子
旭丘分校の卒業生で、卓・小鞠・夏海の母。夫はサラリーマンで、山を持っている小鞠たちの祖父は近くの村に住んでいる。
れんげや蛍を朝食に誘うなど面倒見が良いが、夏海のひどい成績には問答無用で叱り飛ばす厳しい一面も持つ。
幼児だった一穂の世話をしていたこともあり、彼女と一穂の歳の差が楓とれんげの歳の差（13歳差）と大体同じと作者から言及されている。夏休みには朝に弱い一穂の代わりに子供たちのラジオ体操を監督したり、さらにアニメでは列車に乗り遅れた一穂を車で迎えに行くなど、一穂には比較的甘い。
運動能力は高く、在校生と卒業生で争われる旭丘分校の運動会では昨年まで雪子が参加していたため、常に卒業生側の勝利で終わっていた。

### 村の人物
加賀山楓（かがやま かえで）
声 - 佐藤利奈
旭丘分校の卒業生で、一穂の後輩。20歳。幼少時よりあだ名は「駄菓子屋」。このみと同じ高校卒で、学校内で会うこともあった。
「かがや」という駄菓子屋を経営しており、丸ポストや、カプセル自販機が置かれ、トンネルの目の前に位置している。
本業の駄菓子屋の他にもスキー用具・布団などのレンタル、通販の取り寄せなどを請け負っている（スキー用具は趣味で持っていた）。しかし、客のほとんどが旭丘分校の生徒であるということもあり、経営状況はあまり良好ではない様子。作中の5年前はおばあちゃんが経営していた。
このみを除く年下の分校生からは本名の楓ではなく、必ず「駄菓子屋（蛍のみ『駄菓子屋さん』）」と呼ばれる。きっかけは、分校入学初日のひかげが「楓姉ちゃん、駄菓子屋に住んでるからあだ名『駄菓子屋』な」と言ったことである。
ボーイッシュな性格で、普段から男言葉で話し、服装はヤンキー系のラフなものが多い。これらのことから、れんげには不良だと思われていた（本人は否定）。他人にはぶっきらぼうに接するが、面倒見がよく料理が上手い一面も持っており、れんげたちに豚汁やお好み焼きを振る舞ったこともある。
お金にはがめつい面があり、お駄賃や金儲けなどに釣られてしまうことが多く、蛍にまで親を当て込んで営業をかけるような発言をした際には一穂からも突っ込まれていた。
中学生の頃、駄賃欲しさにひかげからまだ赤ん坊だったれんげの世話を頼まれて以来、時折面倒を見ている。そのため、れんげのことを実の妹のように想っており、彼女が風邪を引いたことを知らされた際はすぐに店を閉め、バイクで見舞いに駆けつけたほどである。また、れんげが補助輪無しの自転車の練習をした際には、日が暮れるまで付き合っていた。れんげの髪を最初にツインテールに結んだのも楓である。また、宮内家で一穂と飲んで酔っぱらった際は、れんげが居間に入ってきたときに「教育に悪い」という理由から、すぐ素面の状態に切り替え、れんげが立ち去ると元に戻っていた。れんげが生まれた頃から姉の一穂は大学生活で一人暮らしをしていたことも相まって、れんげからも姉の一穂やひかげ以上に懐かれており、一穂からもれんげの面倒をよく見てくれることに感謝されている。
一方、夏海には厳しく、彼女が余計なことをすると制裁を加えることがお約束となっている。
小学5年生時の回想では黒髪であり、中学3年生時の回想では金髪となっている。どちらが地毛なのかは不明。
富士宮このみ（ふじみや このみ）
声 - 新谷良子
旭丘分校の卒業生で、地元の高校に通う高校3年生。髪型は時によって若干バリエーションがあり、ロングヘアを三つ編みの両おさげ、または片おさげにしている。
れんげからは「このみ姉」、夏海・小鞠からは「このみちゃん」、蛍からは「このみさん」、ひかげ・楓・一穂からは「このみ」、雪子からは「このちゃん」、あかねからは「このみセンパイ」と呼ばれる。
越谷家の隣に住んでおり、たびたび越谷家に遊びに来ることがある。越谷家の事情をよく知っており、よく小鞠や夏海の面倒を見ている。自らの提案で、夏海を女の子らしい姿に変えたこともある。
流行には疎いとは言うものの、小鞠よりははるかに知識が豊富であり、東京育ちの蛍との会話も難なくこなす程度の知識は有している。
たまたま街に行った帰りの電車内で一条一家と乗り合わせ、蛍が家庭内で見せる甘えん坊の姿を知る数少ない人物。ほかにもペチと戯れはしゃいでいる蛍の姿も知っており、いずれの時も困惑していた。
明るく気さくな性格。一方、やや強引で押しが強い他、他人の弱みには鋭く切り込むところがあり、思ったことを直球に表現する。特にひかげ・夏海からは「一番怒らせたらダメな相手」と認識されている。学校では、吹奏楽部に所属しており、担当はフルート。
テレビアニメ公式サイトには第2期までプロフィール未掲載であり、劇場版でようやく追加された。
しおり
声 - 久野美咲
町の駐在さん（声 - 間島淳司）の娘。
れんげよりも一学年下で、れんげを「お姉ちゃん」と慕っている。
れんげの独特の感性と同調でき、夏海から「強いれんげイズムを感じている」と思われている。
一人っ子だったが、母親（声 - 佐藤聡美）が妹を出産し、かすみと命名された。またその年に旭丘分校に新1年生として入学し、れんげの後輩となった。
初登場は、原作では単行本第12巻第87話、アニメでは第3期第4話。

### その他
石川ほのか（いしかわ ほのか）
声 - 高垣彩陽
小学1年生。
夏休みに父親の実家である祖母（声 - 白石珠江、一穂からは「石川のばあちゃん」と呼ばれている）の家へ里帰りしていた際にれんげと出会い親友になる。それまで年上としか交流が無かったれんげにとっては初めての同年代の親友だった。父親の都合でれんげに挨拶できないまま実家を去ってしまうが、後日手紙と写真をれんげのもとへ送り再会を約束した。その後、冬休みに再会して、母親（声 - 後藤邑子）と共に去っていく際にはお別れの挨拶をしている。またこの際に、身につけていた髪飾りの片方をれんげに渡しており、以降のれんげは常にこの髪飾りを付けている。
れんげは、ほのかのことを「ほのかちん」と呼んでいる。
元は本作の前身である『とことこ』の登場キャラクターで、蛍の原型となっている。『とことこ』でのほのかは、小学5年生になる春に両親が海外出張となったため、従妹である新垣かんな（あらがき かんな、23歳、一穂の原型キャラクター）と新垣凜（あらがき りん、10歳、れんげの原型キャラクター）の住む田舎の家に居候することになった。新垣姉妹とは4年ぶりの再会で、2人はほのかの名前を覚えておらず、「チャマ」と呼んでいる。
篠田あかね（しのだ あかね）
声 - 田中あいみ
このみが通っている高校の1年生で、吹奏楽部の後輩。担当はこのみと同じくフルート。
人見知りな性格で人前に立つのが苦手。先輩であるこのみの積極的な性格に押され初対面であるれんげたちと仲良くなろうとしたり、部活のフルートを家でも練習しているなど、努力家である。このみとは徐々に親密な仲となり、3年生が続々と部活を引退する受験シーズンのある日には、このみにエールを送った。
れんげに初めて会った際「あかちゃん」とあだ名をつけられそうになったが、本人は快く思わず、以後は「あかねちゃん」と呼ばれている。
蛍と初対面した時、年上であると勘違いしていた。
初登場は、原作では単行本第11巻第79話、アニメでは第3期第1話。

## 書誌情報

### 原作本編
| 巻数 | 初版発行日（発売日）       | ISBN                                                                       | 収録話数          | おまけ                                                                             |
| ---- | -------------------------- | -------------------------------------------------------------------------- | ----------------- | ---------------------------------------------------------------------------------- |
| 1    | 2010年3月31日（3月23日）   | 978-4-8401-2996-1                                                          | 第1話 - 第9話     | 「ユメのユメ」                                                                     |
| 2    | 2010年12月22日（同日発売） | 978-4-8401-3716-4                                                          | 第10話 - 第17話   | 「のんのんびより番外編」 「こあくまメレンゲ番外編」                                |
| 3    | 2011年10月31日（10月22日） | 978-4-8401-4050-8                                                          | 第18話 - 第25話   | 「のんのんびより番外編」                                                           |
| 4    | 2012年7月31日（7月23日）   | 978-4-8401-4496-4                                                          | 第26話 - 第33話   | -                                                                                  |
| 5    | 2013年2月28日（2月23日）   | 978-4-8401-5001-9                                                          | 第34話 - 第40話   | のんのんびより初期設定集                                                           |
| 6    | 2013年9月30日（9月21日）   | 978-4-8401-5322-5                                                          | 第41話 - 第47話   | 「アフレコレポートまんが（著：ぼるぴっか）」                                       |
| 7    | 2014年7月31日（7月23日）   | 978-4-04-066813-0 978-4-04-066272-5 (OAD付き特装版)                        | 第48話 - 第55話   | -                                                                                  |
| 8    | 2015年3月31日（3月23日）   | 978-4-04-067282-3 978-4-04-067239-7 (イヤホンジャックフィギュア付き特装版) | 第56話 - 第62話   | キャラクターすぺしゃるインタビュー                                                 |
| 9    | 2015年12月31日（12月22日） | 978-4-04-067860-3 978-4-04-067836-8 (小冊子付き特装版)                     | 第63話 - 第69話   | 「りぴーと アフレコレポートまんが」 「あやかしこ特別出張読切」（いずれもヒジキ著） |
| 10   | 2016年9月30日（9月23日）   | 978-4-04-068542-7 978-4-04-068251-8 (OAD付き特装版)                        | 第70話 - 第76話   | -                                                                                  |
| 11   | 2017年5月23日（5月23日）   | 978-4-04-069252-4                                                          | 第77話 - 第83話   | -                                                                                  |
| 12   | 2018年2月23日（2月23日）   | 978-4-04-069686-7                                                          | 第84話 - 第91話   | -                                                                                  |
| 13   | 2018年11月21日（11月21日） | 978-4-04-065180-4                                                          | 第92話 - 第98話   | -                                                                                  |
| 14   | 2019年8月23日（8月23日）   | 978-4-04-064016-7                                                          | 第99話 - 第106話  | -                                                                                  |
| 15   | 2020年5月23日（5月23日）   | 978-4-04-064634-3                                                          | 第107話 - 第114話 | -                                                                                  |
| 16   | 2021年3月23日（3月23日）   | 978-4-04-680308-5                                                          | 第115話 - 第120話 | -                                                                                  |

- あっと 『のんのんびより りめんばー』 KADOKAWA〈MFコミックス アライブシリーズ〉、2022年3月23日発売[91]、ISBN 978-4-04-681161-5
  - OAD付き特装版（同日発売[92]）、ISBN 978-4-04-681160-8

### 公式ガイドブック
| タイトル          | 初版発行日（発売日）     | ISBN              | 主な内容                                                        |
| ----------------- | ------------------------ | ----------------- | --------------------------------------------------------------- |
| のんのんびより8.5 | 2015年7月31日（7月23日） | 978-4-04-067554-1 | キャラクター・舞台の紹介 TVアニメ関連人物・原作者のインタビュー |

### 公式アンソロジー
| タイトル                                 | 初版発行日（発売日）       | ISBN              |
| ---------------------------------------- | -------------------------- | ----------------- |
| のんのんびより 公式アンソロジー          | 2014年1月31日（1月23日）   | 978-4-04-066250-3 |
| のんのんびより 公式アンソロジー あきっ！ | 2014年9月30日（9月23日）   | 978-4-04-066852-9 |
| のんのんびより 公式アンソロジー ふゆっ！ | 2014年12月31日（12月22日） | 978-4-04-067223-6 |
| のんのんびより 公式アンソロジー はるっ！ | 2015年3月31日（3月23日）   | 978-4-04-067283-0 |
| のんのんびより 4コマアンソロジーコミック | 2015年7月31日（7月23日）   | 978-4-04-067555-8 |

## アニメ
2013年10月から12月まで、テレビ東京ほかにて放送された。2015年7月から9月まで第2期が『のんのんびより りぴーと』のタイトルで放送された。2021年1月から3月まで第3期が『のんのんびより のんすとっぷ』のタイトルで放送された
2018年8月25日には、劇場アニメ『劇場版 のんのんびより ばけーしょん』が公開された。